# Бёргам, Дуг
Дуглас Джеймс Бёргам (англ. Douglas James Burgum; род. 1 августа 1956, Артур, Северная Дакота) — американский политический, государственный деятель, предприниматель, член Республиканской партии США. Министр внутренних дел США с 1 февраля 2025 года.
Губернатор штата Северная Дакота (2016—2024).

## Биография
Родился в фермерской семье, учился в университете Северной Дакоты, затем — в школе бизнеса Стэнфордского университета.

### Деловая карьера
В 1983 году стал совладельцем компании Great Plains Software, которая специализировалась на производстве бухгалтерского программного обеспечения, в 1984 занял пост её президента. В 1997 году акции компании были выпущены на рынок, а в 2001 её купил Microsoft за 1,1 млрд долларов США. Сам Бёргам занялся в Microsoft производством программ для бизнеса, но в 2007 году оставил эту работу. Занимался развитием города Фарго (Северная Дакота) при посредстве основанной им же компании The Kilbourne Group.
Возглавлял совет директоров компании SuccessFactors, которая в 2011 году была продана за 3,4 млрд долларов, и занял аналогичную должность в компании Atlassian, сохраняя её до 2016 года.

### Губернатор Северной Дакоты
В 2016 году действующий губернатор Северной Дакоты Джек Далримпл отказался от переизбрания, и в июне того же года Бёргам победил на республиканских праймериз генерального прокурора штата Уэйна Стинджема и стал основным соперником безальтернативного кандидата демократов Марвина Нельсона в штате, где с 1992 года не было губернаторов-демократов.
8 ноября 2016 года Бёргам победил на губернаторских выборах в Северной Дакоте, получив 76,7 % голосов избирателей против 19,4 % у Нельсона. Через четыре года Бёргам был переизбран на второй срок, уверенно набрав 67,84 %.
7 июня 2023 года объявил о вступлении в борьбу за выдвижение кандидатом от Республиканской партии на президентских выборах в 2024 года. 23 августа 2023 года выступил в числе восьми кандидатов в первом раунде предвыборных дебатов в Милуоки. 4 декабря 2023 объявил об отказе от участия в праймериз.

### Министр внутренних дел США
30 января 2025 года Сенат США утвердил Бёргама в должности главы МВД США (79 сенаторов проголосовали «за», 18 — «против»).
1 февраля 2025 года судья Верховного суда Соня Сотомайор привела Бёргама к присяге и он официально вступил в должность.